# Alhedens Idrætsforening
Alhedens Idrætsforening (eller Frederiks AIF) er en idrætsforening beliggende i Frederiks på den jyske hede. Klubben blev stiftet 19. februar 1922. Den har anlægget ved Alhede-Hallerne som base, mens klubbens bedste fodboldhold spiller sine hjemmekampe på Frederiks Stadion.
Oprindeligt var det gymnastikken der var den dominerende idrætsgren, men ret hurtigt steg interessen for fodbold. Allerede året efter stiftelse, gav sognerådet tilladelse til, at foreningen kunne bruge et græsareal midt i byen som sportsplads, hvorefter der blev indkøbt en fodbold.
Der er i dag omkring 1000 medlemmer der dyrker enten svømning, badminton, håndbold, gymnastik, løb, spinning, cykling eller fodbold.
Derudover kan det nævnes, at klubbens dameseniorhold i 70'erne og 80'erne var blandt de bedste i Jylland, og opnåede at spille i danmmarksserien, der dengang var landets næstbedste række.
I håndbold har damerne ligeledes markeret sig, og spillede i mange år ligeledes i Danmmarksserien (den nuværende 3. division).
Hvert år arrangerer foreningen Alhede-Marked, der er med til at finansiere klubbens ungdomsarbejde.

## Kendte medlemmer
- Jakob Kjeldbjerg
- Ralf Pedersen
- Majken Larsen